# Chuck Winfield
Chuck Winfield es un trompetista norteamericano de jazz y rock, nacido el 5 de febrero de 1943, en Monessen, Pensilvania.
Es principalmente conocido por su participación en el grupo de jazz-rock, Blood, Sweat & Tears, al que se incorporó en el año 1969 y con los que permaneció hasta 1974, formando sección de metales con Lew Soloff.
Tras abandonar la banda, participó en diversas grabaciones como músico de sesión y lideró su propio grupo en el circuito de clubs aunque, desde 1980 se dedicó básicamente a la enseñanza. Actualmente es profesor de música en la Universidad de Maine, en Augusta.